# 워 머신 (영화)
《워 머신》(영어: War Machine)은 2017년에 공개된 미국의 풍자 전쟁 영화이다. 데이비드 미쇼가 감독하고 각본을 썼고, 저널리스트 마이클 해스팅스의 논픽션 책 "오퍼레이터스"을 영화의 원작으로 하고 있다. 미국 육군의 장군 스탠리 매크리스털의 해고를 바탕으로 한 책의 사건을 소설화하였다. 이 영화는 브래드 피트, 앤서니 마이클 홀, 앤서니 헤이스, 토퍼 그레이스, 윌 폴터, 틸다 스윈턴와 벤 킹즐리가 출연한다.
이 영화는 2017년 5월 26일, 넷플릭스에서 개봉되었다.

## 출연
- 브래드 피트 - 글렌 맥마흔 대장[3]
- 벤 킹슬리 - 하미드 카르자이 대통령[4]
- 앤서니 헤이스[5] - 피트 더크먼 소령.
- 에머리 코언[6] - 윌리 던 병장.
- RJ 사일러 - 앤디 문 하사.
- 대니얼 베츠 - 사이먼 볼 소장.
- 토퍼 그레이스 - 맷 리틀, 맥마흔의 민간 언론 조언가.
- 앤서니 마이클 홀 - 그렉 풀버 소장.
- 존 마가로 - 코리 스타가트 대령.
- 아이멘 함두치(Aymen Hamdouchi) - 바디 바심.
- 스쿠트 맥네리 - 션 컬런, 롤링 스톤의 저널리스트.
- 윌 폴터 - 리키 오르테가 병장.
- 키스 스탠필드 - 빌리 콜 상병.
- 앨런 럭 - 팻 매키넌.
- 메그 틸리y - 지니 맥마흔.
- 그리핀 던 - 레이 카누치.
- 조시 스튜어트 - 딕 노스 대위.
- 틸다 스윈튼 - 독일 정치가.
- 조지아나 라일런스 - 리디아 커닝험.
- 러셀 크로우[7] - 밥 화이트 대장.
- 레기 브라운 - 버락 오바바 대통령.
- 브렌던 로슨 - 경찰관.